# Новолиствянка
Но́волиствя́нка — упразднённое село в Ромненском районе Амурской области, Россия. Входило в Каховский сельсовет. Исключено из учётных данных в 2014 году.

## География
Село Новолиствянка стоит на левом берегу реки Горбыль, примерно в 2 км до впадения её слева в реку Томь (левый приток Зеи).
Село Новолиствянка расположено к северу от районного центра Ромненского района села Ромны.
Автомобильная дорога к селу Новолиствянка идёт от Ромны через административный центр Каховского сельсовета село Каховка, через сёла Новое Белогорского района и Новый Быт. Расстояние до Каховки 31 км, расстояние до Ромны 41 км.

## Население
| 2002 | 2010 | 2012 | 2013 | 2014 | 2016 |
| ---- | ---- | ---- | ---- | ---- | ---- |
| 1    | ↘0   | →0   | →0   | →0   | →0   |